# Pole bitwy
Pole bitwy (ang. Battleground) – amerykański film z 1949 roku w reżyserii Williama A. Wellmana. Film 1950 roku otrzymał sześć nominacji do Oscara z czego ostatecznie otrzymał dwie statutetki, jak również  w tym samym roku został on uhonorowany dwoma Złotymi Globami

## Obsada
- Van Johnson jako starszy szeregowy Holley
- John Hodiak jako szeregowy Donald Jarvess
- Ricardo Montalbán jako szeregowy Johnny Roderigues
- George Murphy jako szeregowy Ernest J. "Pop" Stazak
- Marshall Thompson jako szeregowy Jim Layton
- Jerome Courtland jako szeregowy Abner Spudler
- Don Taylor jako kapral Standiferd
- Bruce Cowling jako sierżant Wolowicz
- James Whitmore jako sierżant sztabowy Kinnie
- Douglas Fowley jako szeregowy "Kipp" Kippton
- Leon Ames jako kapelan
- Herbert Anderson jako szeregowy Hansan
- Thomas E. Breen jako lekarz
- Denise Darcel jako Denise
- Richard Jaeckel jako szeregowy Bettis
- James Arness jako sierżant Garby
- Scotty Beckett jako szeregowy William J. Hooper
- Brett King jako porucznik Teiss
- Ian MacDonald jako pułkownik (niewymieniony w czołówce)
- Dickie Jones jako czołgista (niewymieniony w czołówce)
- Dewey Martin jako marudzący szeregowy (niewymieniony w czołówce)
- George Chandler jako sierżant w mesie (niewymieniony w czołówce)